# Anthidium placitum
Anthidium placitum är en biart som beskrevs av Cresson 1879. Anthidium placitum ingår i släktet ullbin och familjen buksamlarbin. Inga underarter finns listade.

## Beskrivning
Som de flesta medlemmar av släktet är arten svart med gula markeringar. Arten är ett stort bi, med tydliga, gula band på bakkroppen, även om de gula markeringarna kan vara något mindre i de östra delarna av utbredningsområdet.

## Ekologi
Anthidium placitum håller framför allt till i bergsområden, även om den också uppträder i Great Basin. Vad gäller födan är arten en generalist, som flyger till blommande växter i flera familjer, somkorgblommiga växter, strävbladiga växter, kransblommiga växter, brännreveväxter, snyltrotsväxter, slideväxter och lejongapsväxter.
Som alla medlemmar av släktet är arten ett solitärt, det vill säga icke samhällsbildande bi där varje hona själv sörjer för sin avkomma. Honan klär larvcellerna med bomullsliknande hår som hon hämtar från växter.

## Utbredning
Anthidium placitum förekommer i västra Nordamerika som Arizona, Kalifornien, Colorado, Idaho, Nevada, New Mexico, Oregon, Utah och Wyoming i USA samt i Baja California och Sonora i Mexiko.